# Московский протокол (1968)
Московский протокол (официальное название Протокол о переговорах делегаций Союза Советских Социалистических Республик и Чехословацкой Социалистической Республики, чеш. Moskevský protokol, словац. Moskovský protokol) — международный документ, подписанный 27 августа 1968 года в Москве.
Протокол зафиксировал результаты переговоров между делегациями СССР и ЧССР проходившие в период с 23 по 25 августа 1968 года. Переговоры прошли на фоне вторжения войск стран пяти стран Организации Варшавского договора (ОВД) в ночь с 20 на 21 августа, оккупации страны и частичного интернирования руководства Коммунистической партии Чехословакии (КПЧ) и страны.
Со стороны СССР в официальной делегации были: Генеральный секретарь ЦК КПСС Леонид Брежнев, Председатель Президиума Верховного Совета СССР Николай Подгорный, Председатель Совета министров СССР Алексей Косыгин, Председатель Совета министров РСФСР Геннадий Воронов, Секретарь ЦК КПСС Андрей Кириленко, Первый заместитель председателя Совета Министров СССР Дмитрий Полянский, Секретарь ЦК КПСС Михаил Суслов, председатель ВЦСПС Александр Шелепин, Первый секретарь ЦК КП Украины Пётр Шелест.
Со стороны ЧССР в делегации были: Президент ЧССР Людвик Свобода, Первый секретарь ЦК КПЧ Александр Дубчек (интернирован в Праге и доставлен в Москву), Председатель Национального собрания ЧССР Йозеф Смрковский (интернирован в Праге и доставлен в Москву), Председатель Правительства ЧССР Олдржих Черник (интернирован в Праге и доставлен в Москву), Первый секретарь ЦК КПС Василь Биляк, Заместитель председателя СНС Франтишек Барбирек, члены президиума ЦК КПЧ Ян Пиллер, Эмиль Риго, Йозеф Шпачек (интернирован в Праге и доставлен в Москву), Председатель контрольно-ревизионной комиссии КПЧ Милош Якеш, Секретари ЦК КПЧ Йозеф Ленарт, Алоис Индра и Зденек Млынарж, член президиума ЦК КПЧ Богумил Шимон (интернирован в Праге и доставлен в Москву), Заместитель председателя правительства ЧССР Густав Гусак, Министр национальной обороны ЧССР, генерал-полковник Мартин Дзур, Министр юстиции ЧССР Богуслав Кучера, Посол ЧССР в СССР Владимир Коуцкий. В официальной делегации был председатель Национального фронта Чехословакии Франтишек Кригель, которого также интернировали и доставили в Москву, но тот отказался подписывать протокол и его имя не было включено. 
31 августа 1968 года протокол был принят ЦК КПЧ. После подписания протокола в Чехословакии закончилась политика «Пражской весны», а также началась политика так называемой «Нормализации», которая продолжалась вплоть до Бархатной революции в ноябре 1989 года. Деятели «Пражской весны» вскоре были отстранены от руководства страной и партией, часть была исключена и ушла в диссидентскую деятельность. В апреле 1969 года главой КПЧ стал Густав Гусак, который продолжил нормализацию и стал её ведущей фигурой.

## Содержимое протокола
Протокол состоял из пятнадцати пунктов, которые только нумеруются и не имеют названия. Кратко их содержание можно описать следующим образом:
1. Возвращение к состоянию соглашений принятых в Чиерне-над-Тисой.
2. Осуждение «незаконного» XIV съезда КПЧ.
3. Пересмотр решений «Пражской весны».
4. Введение цензуры.
5. Одобрение пребывания войск ОВД.
6. Избегание конфликтов между гражданами ЧССР и войсками ОВД.
7. Отказ от репрессий в отношении членов партии лояльных СССР.
8. Расширение экономического сотрудничества обеих стран.
9. Усиление сотрудничества ОВД.
10. Подтверждение приверженности международной политики в интересах социалистического лагеря.
11. Отказ от постановки вопроса о вторжении в Совете Безопасности ООН.
12. Кадровые изменения в руководстве КПЧ.
13. Обмен партийно-правительственных делегаций для решения вопросов.
14. Конфиденциальность и сокрытие содержания переговоров.
15. Усилия по углублению дружбы народов обеих стран на вечные времена.